# Iuliu Furo
Iuliu Furo (n. 30 noiembrie 1937, Brașov) este un politician român, membru în Marea Adunare Națională în perioada 1980-1985  și în Camera Deputaților în legislaturile 1992-1996, 1996-2000 și 2004-2008 din partea Partidului România Mare. În tinerețe, Iuliu Furo a fost vicepreședinte al Consiliului Național al Organizației Pionierilor și membru CC al UTC. În legislatura 1996-2000, Iuliu Furo a fost membru în grupurile parlamentare de prietenie cu Republica Guineea și Republica Bulgaria. În legislatura 1992-1996, Iuliu Furo a înregistrat 103 luări de cuvânt. 

## Distincții
- Ordinul „Steaua Republicii Socialiste România” clasa a V-a (24 aprilie 1967) „cu prilejul aniversării a 45 de ani de la crearea Uniunii Tineretului Comunist”[4]
- Ordinul „23 August” clasa a IV-a (20 aprilie 1971) „pentru merite deosebite în opera de construire a socialismului, cu prilejul aniversării a 50 de ani de la constituirea Partidului Comunist Român”[5]
- Ordinul „Tudor Vladimirescu” clasa a III-a (11 iunie 1974) „pentru merite deosebite în educarea pionierilor și școlarilor în spiritul dragostei și devotamentului față de patrie, partid și popor, al respectului și răspunderii față de muncă și învățătură, cu prilejul împlinirii a 25 de ani de la constituirea primelor detașamente de pionieri din România”[6]